# Museo Civico d'Arte di Pordenone
Il Museo Civico d'Arte di Pordenone ha sede nell'antico Palazzo Ricchieri ed è luogo importante per la conoscenza della produzione artistica veneto friulana.

## Storia
La storia di questo museo è legata indissolubilmente al pittore ottocentesco locale Michelangelo Grigoletti. Questi lascia alla città natale numerosi quadri, bozzetti, specialmente della sua produzione pittorica. 
Inizialmente la raccolta d'arte viene ospitata nell'aula consiliare del Municipio. Successivamente lo storico Palazzo Ricchieri diventa nuova sede museale nel 1970, grazie al lascito del conte Lucio Ernesto Ricchieri di Sedrano. 
Così si legge nel testamento risalente al 24 ottobre 1944: "Lego al Comune di Pordenone la mia secolare casa situata nella stessa città con l'obbligo di conservare all'immobile il nome di Casa Ricchieri e di adibirla ad uso biblioteca, pinacoteca, archivio [...] L'ente legatario dovrà riservare una o più camere per riporvi vecchi quadri di famiglia [...] ricordi, oggetti e libri di qualche valore storico, artistico e culturale [...] Colla casa passerà in custodia al municipio anche la tomba di famiglia".
La raccolta d'arte si arricchisce nel corso del tempo grazie a lasciti, donazioni, depositi e mirate acquisizioni.

## Sede
Palazzo Ricchieri, antica casa torre, si trova nel nucleo del centro storico di Pordenone, nell'antica Contrada Maggiore, ora denominata Corso Vittorio Emanuele II.

## Collezioni
In esso sono custodite opere di numerosi artisti, sia di importanza internazionale che di interesse locale.

### Scultura lignea antica e secolo XVI
- Maestro della Santa Eufemia di Segnacco (Madonna con il Bambino - terzo quarto del Trecento);
- Maestro della Madonna di Comerzo (Madonna con il Bambino - fine secolo XIV);
- Andrea Bellunello (Madonna col Bambino - ultimo decennio del secolo XV);
- Domenico da Tolmezzo (Santi Gottardo e Lorenzo - 1485-1487);
- Giovanni Mioni da Tolmezzo (Altare ligneo della chiesa dei Battuti di Valeriano - 1505-1531);
- Giovanni Antonio de Sacchis detto il Pordenone (Ritrovamento della vera croce - 1510-1520; San Gottardo in trono tra i santi Sebastiano e Rocco - 1525-1527; San Giovanni Evangelista dolente sotto la Croce).

### Secoli XVII - XVIII
- Antonio Carneo (Madonna col Bambino - 1600-1699);
- Gaspare Quecchi detto Gaspare Narvesa (Trinità e Adorazione dell'Eucaristia - 1611);
- Alessandro Varotari detto Padovanino (Madonna col Bambino tra la Giustizia e san Marco Evangelista - 1626);
- David Ryckaert (Paesaggio invernale - 1600-1649)
- Pietro Della Vecchia (Giuditta con la testa di Oloferne - 1650-1670);
- Andrea Brustolon (San Lorenzo - 1680-1699);
- Antonio Zanchi (Giobbe piagato - 1660-1670);
- Gianantonio Guardi (Gloria di Sant'Antonio da Padova - 1740-1745);
- Ambito di Nicola Grassi (Paride - 1740-1760);
- Giovanni Battista Pittoni (Natività di Gesù - 1735).

### Secolo XIX secolo
Con riguardo alla pittura del diciottesimo e del diciannovesimo secolo spiccano i dipinti di:
- Odorico Politi (Elena giocata ai dadi - 1830);
- Giuseppe Bernardino Bison (Paesaggio lagunare - 1790-1799; Paesaggio con figure - 1800-1810);
- Michelangelo Grigoletti (Ritratto di gruppo: Genitori di Michelangelo Grigoletti - 1829; Ritratto di gruppo: Angelo e Maria Schiavi - 1832; Ritratto d'uomo: Popolano trasteverino - 1835; Ritratto di nobile uomo: Giovanni Milani - 1839; Ultimo colloquio del Doge Francesco Foscari con il Figlio Jacopo - 1839; Testa della Dogaressa Foscari svenuta - 1839; Paolo e Francesca - 1840);
- Giuseppe Tominz (Ritratto di donna - 1835-1845);
- Carlo Matscheg (Interno con figure - 1852).

Per quanto riguarda l'arte scultorea sono degne di menzione le statue in gesso di Antonio Marsure (Prometeo - 1827; Giasone 1829), e la statuetta bronzea raffigurante Icaro (1890) di Luigi De Paoli.

### Secolo XX
I depositi del Museo civico d’arte ospitano anche pregevoli dipinti della collezione Zacchi-Ruini (vi figurano opere di Mario Sironi, Renato Guttuso, Corrado Cagli, Alberto Savinio, Filippo de Pisis, G. Zigaina, A. Pizzinato, e l'Annunciazione di  Giovanni Gerolamo Savoldo e numerosi altri).

### Disegni
L'istituzione museale conserva una raccolta di circa 170 disegni. Degni di menzione sono un Gesso nero su carta azzurrina "Figura di sgherro colto da tergo" di Antonio da Pordenone e un disegno seicentesco di Palma il Giovane raffigurante "l'Estasi di Santa Teresa d'Avila".